# Sheykheh (ort i Iran)
Sheykheh (persiska: شیخه, Sīāh Sīāh-ye Sheykheh) är en ort i Iran.   Den ligger i provinsen Kermanshah, i den västra delen av landet, 500 km väster om huvudstaden Teheran. Sheykheh ligger 1 320 meter över havet och antalet invånare är 224.
Terrängen runt Sheykheh är kuperad åt sydväst, men åt nordost är den platt.Runt Sheykheh är det ganska tätbefolkat, med 60 invånare per kvadratkilometer. Närmaste större samhälle är Eslāmābād-e Gharb, 13,7 km nordväst om Sheykheh. Omgivningarna runt Sheykheh är i huvudsak ett öppet busklandskap.